# Нентерсхаузен (Гессен)
Нентерсхаузен (нем. Nentershausen) — община в Германии, в земле Гессен. Подчиняется административному округу Кассель. Входит в состав района Херсфельд-Ротенбург. Население составляет 2897 человек (на 31 декабря 2010 года). Занимает площадь 57,06 км².

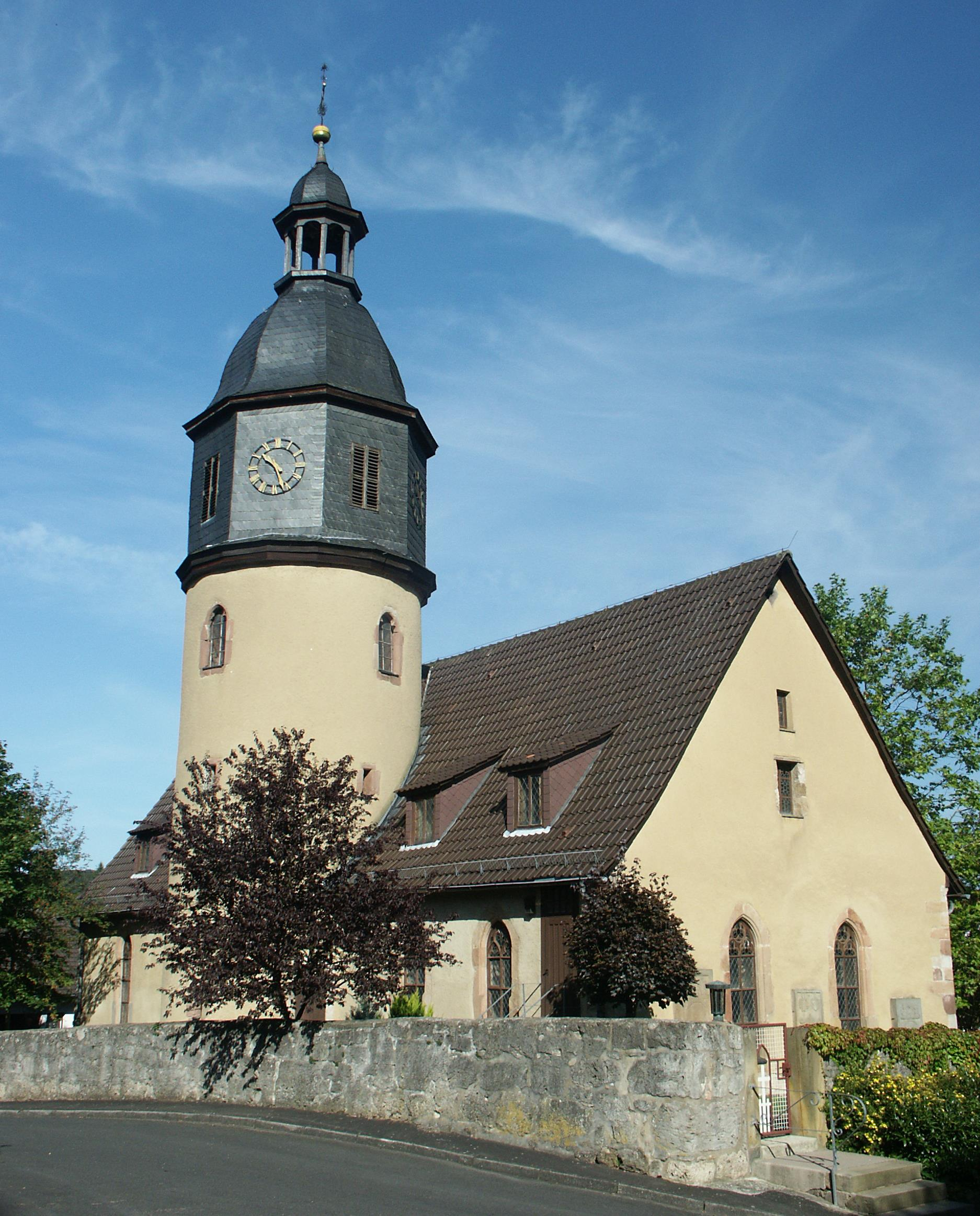
Церковь